# Manoir de Grésigny
Le manoir de Grésigny est un manoir situé à Beauvilliers, en France.

## Localisation
Le manoir est situé dans le département français de l'Yonne, sur la commune de Beauvilliers.

## Historique
L'édifice est inscrit au titre des monuments historiques en 1976.